# Joseph Denvignes

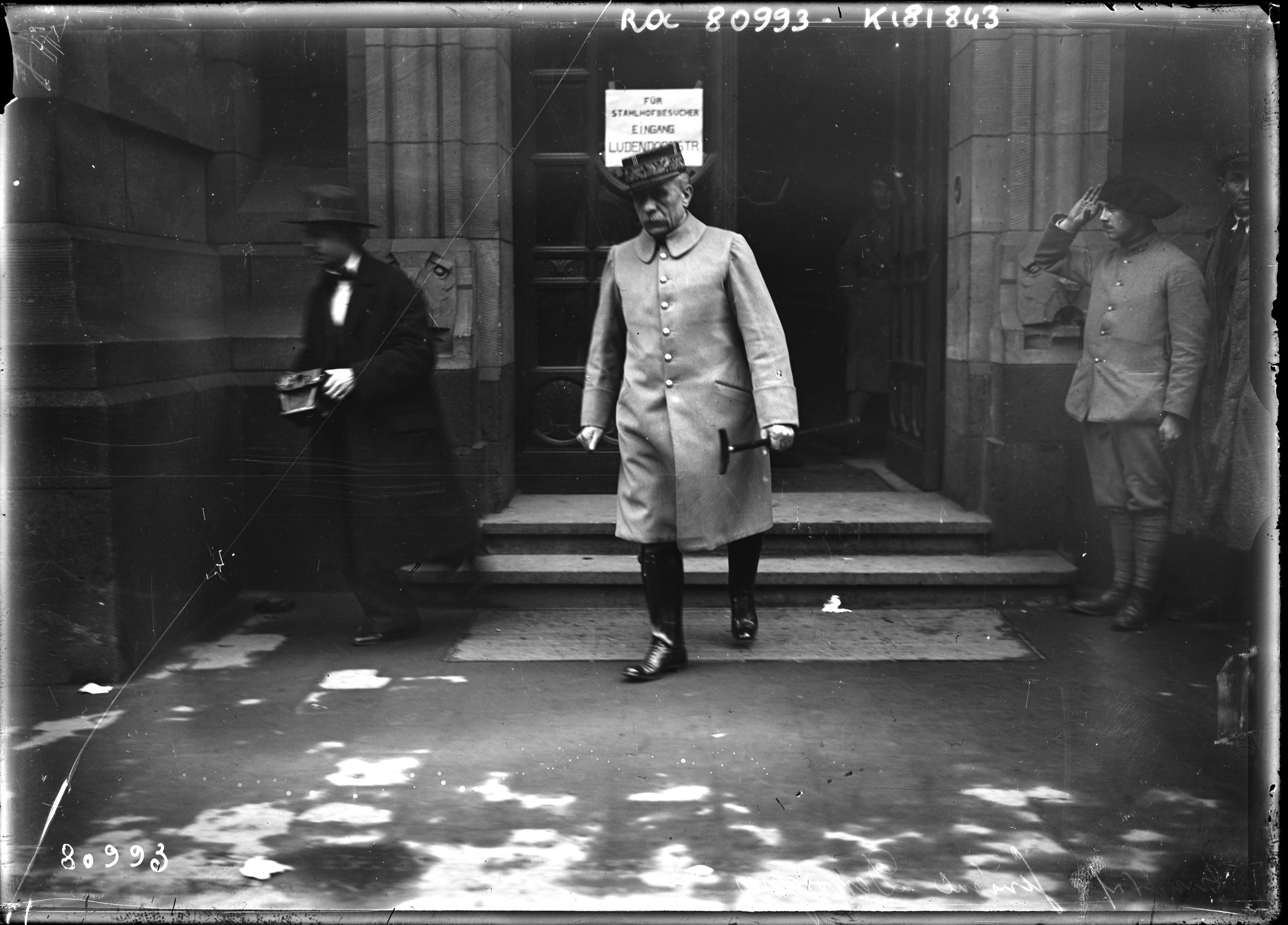
Joseph Denvignes beim Verlassen des Stahlhofs in Düsseldorf, Januar 1923

Joseph Cyrille Magdelaine Denvignes (* 27. April 1866 in Bretagne-d’Armagnac, Département Gers; † 21. Dezember 1941 in Barran, Département Gers) war ein französischer General.

## Leben
Denvignes besuchte die Militärschule Saint-Cyr und die École de guerre in Paris. Er diente im Ersten Weltkrieg ab September 1916 als französischer Militärattaché in Madrid, nachdem der französische Kriegsminister Joseph Gallieni nach einem Bericht des Deuxième Bureau im Dezember 1915 entschieden hatte, einem in Spanien aufkeimenden deutschen Einfluss entgegenzuwirken. In dieser Funktion erwies sich Denvignes empfänglich für die Reize der niederländischen Tänzerin Mata Hari, die bald darauf als Spionin verhaftet und hingerichtet werden sollte. Nach dem Krieg wurde er Mitglied der Interalliierten Hochkommission der Provinz Rheinhessen in Mainz. In dieser Funktion war er politischer Berater des französischen Generals Charles Mangin und versuchte General Hunter Liggett, den Kommandeur der Third United States Army in Koblenz, vergeblich davon zu überzeugen, der rheinischen Separatistenbewegung um Hans Adam Dorten mehr Spielraum zu gewähren. 1921 wurde er zum Brigadegeneral befördert.
Im Zuge der Ruhrbesetzung wurde ihm 1923 unter General Jean-Marie Degoutte die Funktion eines Leiters des Zentralbüros für Zivilangelegenheiten (Contrôle de l’administration Allemande) übertragen. Als solcher war er faktisch ein Zivilgouverneur und erteilte den deutschen Stellen Anweisungen. Beamte wie der Düsseldorfer Regierungspräsident Walther Grützner oder der Düsseldorfer Oberbürgermeister Emil Köttgen, die diesen Anweisungen nicht Folge leisteten, wurden verhaftet und ausgewiesen. Im Besonderen fungierte er als „Ortskommandant“ im „Brückenkopf“ Düsseldorf, wo er zunächst im Industrie-Club, dann im Stahlhof Quartier bezog. Er unterstützte und begleitete die MICUM, eine interalliierte Fachkommission zur Ermittlung der Leistungsfähigkeit deutscher Bergwerke und Hütten für die Erbringung von Reparationen. In einer Serie von Gesprächen, die zum MICUM-Abkommen führten, verhandelte er mit Vertretern der rheinisch-westfälischen Industrie. Parallel führte er Gespräche mit einer Gruppe um den Industriellen Otto Wolff, in denen auch die Frage der Gründung eines aus Preußen herausgelösten rheinisch-westfälischen Landes innerhalb des Deutschen Reichs angesprochen wurde.
1924 zum Divisionsgeneral ernannt, trat er in den Ruhestand. Für seine Verdienste wurde er zum Kommandeur der Ehrenlegion ernannt. In Memoiren publizierte er seine Erfahrungen in und über Deutschland.

## Schriften
- Ce que j’ai vu et entendu en Allemagne. La guerre ou la paix? Jules Tallandier, Paris 1927.
- Krieg oder Frieden. In: Paneuropa 4 (1928), Heft 1, S. 13–16.
- La farce du désarmement. Jules Tallandier, Paris 1930.
- La guerre ou la paix? Jules Tallandier, Paris 1935.